# Mareanivka, Prîazovske
Mareanivka (în ucraineană Мар`янівка) este un sat în comuna Novospaske din raionul Prîazovske, regiunea Zaporijjea, Ucraina.

## Demografie
Componența lingvistică a localității Mareanivka
     Ucraineană (56,19%)
     Rusă (42,86%)
     Alte limbi (0,63%)
Conform recensământului din 2001, majoritatea populației localității Mareanivka era vorbitoare de ucraineană (56,19%), existând în minoritate și vorbitori de rusă (42,86%).